# Marcelle Monthil
Marcelle Monthil, née Marcelle Madeleine Montalenti le 8 juin 1892 à Monaco et morte le 8 novembre 1950 à Paris 17e, est une actrice française.

## Filmographie
- 1910 : Deux Petits Jésus (ou Les Deux Jésus) de Georges Denola
- 1910 : Athalie de Michel Carré - court métrage
- 1912 : Le Bossu de André Heuzé
- 1913 : Bébé de Georges Monca - court métrage
- 1922 : Le Grillon du foyer de Jean Manoussi
- 1930 : L'amour chante (ou Vie parisienne) de Robert Florey - Mlle Bouclier
- 1931 : Après l'amour de Léonce Perret
- 1932 : Aux urnes, citoyens ! de Jean Hémard - Mme Grobois
- 1932 : Ce cochon de Morin de Georges Lacombe
- 1932 : Cognasse de Louis Mercanton
- 1932 : Roger la Honte de Gaston Roudès - Victorine
- 1932 : Sa meilleure cliente de Pierre Colombier - Mlle Yvonne
- 1932 : Les Trois Mousquetaires de Henri Diamant-Berger - Film tourné en deux époques - Dona Estefana
- 1932 : Une idée folle de Max de Vaucorbeil - Rosalie
- 1932 : Le Théâtre chez soi de Robert Bossis - court métrage
- 1933 : Crainquebille de Jacques de Baroncelli - Mme Masure
- 1933 : Miquette et sa mère de Henri Diamant-Berger et Henri Rollan : Mme Monchablon
- 1933 : Le Voleur de Maurice Tourneur
- 1934 : Nous ne sommes plus des enfants de Augusto Genina
- 1934 : Un tour de cochon de Joseph Tzipine
- 1935 : Le commissaire est bon enfant de Jacques Becker et Pierre Prévert - moyen métrage -
- 1935 : La Grande vie de Henri Diamant-Berger - court métrage
- 1936 : La Terre qui meurt, de Jean Vallée - La seconde Michelonne
- 1937 : Arsène Lupin détective de Henri Diamant-Berger
- 1937 : La Fessée de Pierre Caron - Mlle Mathilde
- 1937 : Un déjeuner de soleil de Marcel Cravenne
- 1938 : Entrée des artistes de Marc Allégret - La chaisière du parc
- 1939 : Battement de cœur de Henri Decoin - Mme Aristide
- 1939 : Menaces de Edmond T. Gréville - La directrice de la maison de couture
- 1940 : Documents secrets de Léo Joannon
- 1940 : Fausse Alerte de Jacques de Baroncelli
- 1941 : L'Assassinat du Père Noël de Christian-Jaque - Mme Rambert
- 1941 : Caprices de Léo Joannon - La téléphoniste
- 1941 : Péchés de jeunesse de Maurice Tourneur  - Mlle Archambaud
- 1941 : La Symphonie fantastique de Christian-Jaque - L'habilleuse
- 1942 : Le Bienfaiteur de Henri Decoin - La monitrice
- 1942 : Le Camion blanc de Léo Joannon - La mère de Germaine
- 1942 : La Main du diable de Maurice Tourneur - La colonelle
- 1942 : Le Voile bleu de Jean Stelli - Une commère
- 1943 : Le Carrefour des enfants perdus de Léo Joannon - La dame patronnesse
- 1943 : La Collection Ménard de Bernard Roland - Une amie de la veuve Ménard
- 1943 : Les Enfants du paradis de Marcel Carné - Film tourné en deux époques - Marie
- 1943 : L'Homme de Londres de Henri Decoin - Rose
- 1943 : Lucrèce de Léo Joannon - Christine
- 1943 : La Valse blanche de Jean Stelli - Mlle Zamb
- 1943 : Vingt-cinq ans de bonheur de René Jayet - La tante Lucie
- 1944 : La Fiancée des ténèbres de Serge de Poligny - La dame distinguée
- 1945 : Vingt-quatre Heures de perm' de Maurice Cloche
- 1945 : Dorothée cherche l'amour de Edmond T. Gréville
- 1945 : Nuits d'alerte de Léon Mathot
- 1946 : Dernier refuge de Marc Maurette - Mme Baron
- 1947 : Les Dernières Vacances de Roger Leenhardt - La mère d'Augustin
- 1947 : Le Diamant de cent sous de Jacques Daniel-Norman
- 1947 : Mort ou vif de Jean Tedesco
- 1948 : Marlène de Pierre de Hérain - La mère
- 1948 : L'Armoire volante de Carlo Rim - La cliente
- 1949 : Le Cœur sur la main d'André Berthomieu - Aglaée
- 1949 : Dernier amour de Jean Stelli - Maria
- 1949 : Le Trésor des Pieds-Nickelés de Marcel Aboulker - Mme Miradoux
- 1950 : La Dame de chez Maxim de Marcel Aboulker - Mme Petypon

## Théâtre
- 1921 : Simone est comme ça d'Yves Mirande et Alex Madis
- 1923 : La Vagabonde de Colette et Léopold Marchand
- 1932 : La Voie lactée d'Alfred Savoir, mise en scène Harry Baur
- 1934 : Mon crime de Georges Berr et Louis Verneuil, Théâtre des Variétés
- 1938 : La Dame de bronze et le Monsieur de cristal de Henri Duvernois, mise en scène Alice Cocéa, Théâtre des Ambassadeurs
- 1939 : Baignoire « B » de Maurice Diamant-Berger, mise en scène Jean Wall, Théâtre Marigny
- 1941 : Le Rendez-vous de Senlis de Jean Anouilh, mise en scène André Barsacq
- 1942 : Sylvie et le Fantôme d'Alfred Adam, mise en scène André Barsacq
- 1943 : L'Honorable Monsieur Pepys de Georges Couturier[1], mise en scène André Barsacq
- 1946 : La Nuit du 16 janvier d'Ayn Rand, mise en scène Jacques Baumer, Théâtre de l'Apollo
- 1947 : Mort ou vif de Max Régnier, mise en scène Christian-Gérard, Théâtre de l'Étoile
- 1947 : Virage dangereux (Dangerous Corner) d'après John Boynton Priestley, mise en scène Raymond Rouleau
- 1948 : Lucienne et le boucher de Marcel Aymé, mise en scène Georges Douking, Théâtre du Vieux-Colombier